# Robin Fraser
Robin Fraser (* 17. Dezember 1966 in Kingston, Jamaika) ist ein ehemaliger US-amerikanischer Fußballspieler und heutiger -trainer.
Der in Jamaika geborene Verteidiger spielte sechs Jahre in der American Professional Soccer League und zehn in der Major League Soccer. Insgesamt war Fraser in 27 Länderspielen für die Fußballnationalmannschaft der Vereinigten Staaten aktiv.
Fraser war ein athletischer, technisch beschlagener Verteidiger mit viel Übersicht, der auch als Libero spielte.

## Spielerkarriere

### Jugend
Der in Jamaika geborene Fraser wuchs in Miami, Florida auf und besuchte die Miami Palmetto High School in Pinecrest, einem Vorort der Stadt. Nach seinem Abschluss an der High School wechselte er 1984 auf die Florida International University. Mit der College-Mannschaft FIU Golden Panthers konnte er gleich im ersten Jahr die NCAA Men’s Division II Soccer Championship gewinnen.

### Profikarriere
Nach seinem College-Abschluss unterzeichnete er einen Vertrag bei den Miami Sharks, die in der damaligen American Soccer League spielten. 1990 wechselte er zu den Colorado Foxes, die in der American Professional Soccer League spielten.
Mit Gründung der Major League Soccer 1996 unterzeichnete Fraser einen Vertrag mit der MLS. Im MLS Inaugural Player Draft 1996 wurde er von Los Angeles Galaxy als erster Spieler ausgewählt. Insgesamt spielte fünf Jahre für die Kalifornier, wurde in dieser viermal in die beste Elf des Jahres gewählt und 1999 mit dem MLS Defender of the Year Award als bester Abwehrspieler der Liga ausgezeichnet.
Vor Beginn der Saison 2001 wechselte Fraser gegen eine Ablösesumme zu den Colorado Rapids. Nach 74 Ligaspielen wechselte er erneut und zwar zu der Columbus Crew. Dort wurde er 2004 zum zweiten Mal mit dem MLS Defender of the Year Award ausgezeichnet.
Nach der Saison 2005 erklärte er sein Karriereende.

### Nationalmannschaft
Zwischen 1988 und 2001 spielte er auch 27 Mal in der A-Nationalmannschaft der USA. 1999 war er beim 3:0-Sieg der USA gegen Deutschland in der Stammelf. Er wurde aber für kein Aufgebot einer WM nominiert.

## Trainer
Von 2007 bis 2010 war er Assistenz-Coach bei Real Salt Lake in der MLS. 2011 übernahm er erstmals das Amt eines Cheftrainers und ist seitdem für CD Chivas USA verantwortlich.